# Ceneichthys zambellii
Ceneichthys zambellii è un pesce osseo estinto, appartenente ai folidoforiformi. Visse nel Triassico superiore (Norico, circa 210 - 207 milioni di anni fa) e i suoi resti fossili sono stati ritrovati in Italia.

## Descrizione
Questo pesce era di piccole dimensioni: l'olotipo, un esemplare pressoché completo, era lungo circa 7 centimetri. Ceneichthys era un pesce dal corpo relativamente slanciato, vagamente simile a una sardina. Era caratterizzato da ossa nasali particolarmente grandi, separate l'una dall'altra dal dermetmoide e dalle ossa frontali. Ogni osso nasale era dotato di un foro per le narici. L'estremità lunga e acuminata dell'osso frontale raggiungeva il dermetmoide. Le mascelle erano dotate di denti piccoli e acuminati. Le premascelle formavano una sinfisi nella mascella superiore. L'osso quadrato era privo di processo quadratico osseo. La mandibola era allungata; mascella e mandibola si estendevano all'indietro fino a oltrepassare il margine posteriore dell'orbita. Il margine superiore della mandibola era rettilineo, con una lunga regione dentata e una tacca simile a quella presente in Leptolepis, ben marcata. L'opercolo era piccolo e più alto che lungo. Le scaglie erano ricoperte da ganoina, con un sistema di articolazione a giunto a sfera. Erano presenti 34 scaglie lungo la linea laterale, e quindici file di scaglie in linea verticale nel punto di massima altezza corporea.

## Classificazione
Ceneichthys è un rappresentante dei folidoforiformi, un gruppo di pesci attinotterigi considerati alla base dei pesci teleostei (il più grande grupo di pesci ossei attuali). In particolare, Ceneichthys è considerato strettamente imparentato al genere tipo, Pholidophorus (Taverne e Capasso, 2015). Ceneichthys zambellii venne descritto per la prima volta nel 2015, sulla base di fossili ritrovati nella zona di Cene, in provincia di Bergamo.